# Antoine Tarabay
Antoine Tarabay OLM (ur. 15 listopada 1967 w Tannurin) – libański duchowny maronicki, od 2013 biskup Sydney.

## Życiorys
Święcenia kapłańskie przyjął 11 lipca 1993 w Zakonie Libańskich Maronitów. Był m.in. ojcem duchownym i wykładowcą na uniwersytecie w Kaslik, dyrektorem maronickiej szkoły w Sydney oraz przełożonym jednego z tamtejszych konwentów.
17 kwietnia 2013 został mianowany biskupem Sydney. Sakrę otrzymał 25 maja 2013.